# Parobisium yuantongi
Espèce
Parobisium yuantongi est une espèce de pseudoscorpions de la famille des Neobisiidae.

## Distribution
Cette espèce est endémique de Pékin en Chine. Elle se rencontre dans le district de Fangshan à Shijiaying dans la grotte Shenxian.

## Description
Le mâle holotype mesure 2,98 mm. Ce pseudoscorpion est anophtalme.

## Publication originale
- Feng, Wynne & Zhang, 2019 : Two new subterranean-adapted pseudoscorpions (Pseudoscorpiones: Neobisiidae: Parobisium) from Beijing, China. Zootaxa, no 4661(1), p. 145-160.